# Ото Дитрих фон Геминген
Ото Дитрих фон Геминген (на немски: Otto Dietrich von Gemmingen; * 19 октомври 1647 в замък Гутенберг в Хасмерсхайм; † 8 октомври 1695 във Фюрфелд в Рапенау) е благородник от стария алемански рицарски род Геминген в Крайхгау в Баден-Вюртемберг от II. линия Геминген-Гутенберг, господар във Фюрфелд и замък Гутенберг. Той основава „клон Геминген-Фюрфелд“ (в Рапенау).
Той е най-малкият син на Дитрих фон Геминген (1584 – 1659) и четвъртата му съпруга Магдалена фон Фехенбах (1604 – 1688), вдовица на Лудвиг Кристоф фон Найперг цу Швайгерн (1589 – 1635), дъщеря на Георг Йобст фон Фехенбах (1570 – пр. 1638) и Мария Салома фон Геминген (1583 – сл. 1635), дъщеря на Бернолф фон Геминген († 1609/сл. 1610) и Анна фон Грумбах († 1607).
Най-големият му полубрат Плайкард Дитрих фон и цу Геминген († 1695) получава резиденцията Геминген и основава 1. клон Геминген. Ото Дитрих наследява от баща си замък Гутенберг. След 1678 г. той наследява собствеността във Фюрфелд от наследството на Вайрих фон Геминген (1622 – 1678) от „клон Бонфелд“, и управлява там заедно с брат си Бернолф Дитрих (1644 – 1689) до смъртта му.

## Фамилия
Ото Дитрих фон Геминген се жени 1674 г. за Анна Розина фон Елрихсхаузен (* 20 юни 1638; † 12 октомври 1676, Гутенберг), дъщеря на Йохан Фридрих фон Елрихсхаузен и София Маргарета фон Волмерсхаузен. Те имат два сина:
- Йохан Дитрих (* 10 октомври 1675, Гутенберг; † 26 септември 1757, Фюрфелд), женен I. на 27 септември 1698 г. за Кристиана Юлиана Албертина Хофер фон Лобенщайн (* 22 ноември 1675; † 9 юни 1718, Фюрфелд), II. на 19 ноември 1720 г. за Розина Юлиана Грек фон Кохендорф (* 2 ноември 1679; † 10 юни 1762, Фюрфелд)
- Буркард Дитрих (1679 – 1702), убит в Битката при Фридлинген

Ото Дитрих фон Геминген се жени втори път 1678 г. за фрайин Мария Магдалена фон Найперг (* 20 декември 1653, Швайгерн; † 6 декември 1693, Гутенберг), дъщеря на фрайхер Бернхард Лудвиг фон Найперг (1619 – 1672) и Хелена Магдалена фон Халвайл (1623 – 1668). Те имат две деца:
- София (1684 – 1691)
- Фридрих Дитрих (*/† 1689)